# Agathia aequisecta
Agathia aequisecta là một loài bướm đêm trong họ Geometridae.